# Ото II (Анхалт)
Вижте пояснителната страница за други личности с името Ото II.
Ото II (на немски: Otto II von Anhalt, * ок. 1260, † 24 юли 1315/1316) от род Аскани е княз на Анхалт-Ашерслебен от 1304 до 1315/1316 г.
Той е единственият син на княз Ото I († 1304) и Хедвиг от Силезия († 1300), дъщеря на херцог Хенрик III Бяли. Той е племенник на Хайнрих III († 1307), архиепископ на Магдебург от 1305 до 1307 г.
Ото II помага през 1307 г. на завърналите се Ветини, години наред е тясно свързан заедно с братовчед му Валдемар маркграф на Бранденбург, но се оттегля от него и през 1315 г. става васал на датския крал Ерик VI († 1319).
Със смъртта на Ото II измира линията Ашерслебен. След това княжеството заедно със столицата Анхалт е дадено на епископите на Халберщат.
Вдовицата му Елизабет от Майсен се омъжва през 1322 г. за Фридрих I от Ваймар-Орламюнде († 1365), брат на бъдещия ѝ зет Херман VI.

## Фамилия
Ото II се жени на 24 август 1309 г. за Елизабет от Майсен († сл. 2 май 1347), дъщеря на Фридрих Клем († 1316), маркграф на Дрезден, син на маркграф Хайнрих III от Майсен от род Ветини и има децата:
- Катарина († пр. 15 април 1369), наследничка на всички алоди, ∞ 1328 Херман VI, граф на Ваймар-Орламюнде († 1372)
- Елизабет, ∞ Хайнрих, фогт на Вайда († 1335/39)